# 葉遄
葉遄（1392年—？），字尹齊，浙江處州府青田縣人，明朝政治人物。進士出身。

## 生平
浙江鄉試第十三名。宣德五年（1430年）丁丑科會試第四十一名，殿試登進士第二甲第二十五名。

## 家族
曾祖父葉彥澤。祖父葉自謙。父亲葉必純。